# Metachrostis mendacula
Metachrostis mendacula là một loài bướm đêm trong họ Erebidae.